# Маджикаво-Ламир
Маджикаво-Ламир или Маджикаво-1 (фр. Majicavo Lamir) — деревня в заморском департаменте Франции Майотта. Является одной из пяти деревень образующих город Конго в северо-восточной части острова Майотта.

## История
Название деревни Маджикаво-Ламир происходит от семьи Али Амира, которая основала и проживала в деревне. Впоследствии в деревню начали переселяться люди из других мест и население начало расти.

## Описание
Деревня Маджикаво-Ламир расположена на высоте 339 метров над уровнем моря в северо-восточной части острова. В 2012 году в деревне проживало 1967 человек. В деревне есть торговый центр и центр департамента по исполнению наказаний.